# Yufeng
Yufeng léase:Yu-Féng (chino simplificado: 鱼峰区; chino tradicional: 魚峰區; pinyin: Yúfēng Qū; Estándar Zhuang:  Yizfungh Gih) es un distrito urbano bajo la administración directa de la ciudad de Liuzhou, Región Autónoma Zhuang de Guangxi, República Popular China, está rodeada por el río Liu, excepto al sur, además presenta el área metropolitana de la ciudad. Cubre una superficie de 123 kilómetros cuadrados (47 millas cuadradas) y tenía una población de 356 044 habitantes para 2010. 

## Divisiones administrativas
Yufeng se divide en 12 pueblos que se administran en 8 subdistritos y 4 poblados:
- Subdistritos:Tiānmǎ, Jiàhè, Róngjūn, Jiàn pánshān, Wǔlǐ tíng, Báilián, Qílín  y Yanghe
- Poblados:Luò róng, Luòbù, lǐyōng y báishā